# Пастушок біловусий
Пастушок біловусий (Hypotaenidia torquata) — вид журавлеподібних птахів родини пастушкових (Rallidae).

## Поширення
Вид поширений на Філіппінах, острові Сулавесі та інших невеликих прилеглих островах (Індонезія), а також на північному краю півострова Доберай (Західне Папуа, Індонезія).

## Підвиди
- H. t. torquata (Linnaeus, 1766) (Філіппіни);
- H. t. celebensis (Quoy e Gaimard, 1830) (Сулавесі та острови біля його південно-східного узбережжя);
- H. t. sulcirostris (Wallace, 1863) (о-ви Пеленг і Сула);
- H. t. kuehni (Rothschild, 1902) (о-ви Тукангбесі);
- H. t. limaria (J. L. Peters, 1934) (Салаваті та північний захід Нової Гвінеї).

## Опис
Довжина птаха становить приблизно 34 см. Верхня частина тіла, крила і хвіст коричневі, а верхня частина голови білувата. Боки голови, горло і шия чорного кольору перетинаються білою смугою, яка доходить до грудей; на череві ряд чорних і білих смуг. Райдужка червона, дзьоб чорний, а ноги коричневі.

## Спосіб життя
Хороший літун, на відміну від більшості інших видів Hypotaenidia. Трапляється в ставках і болотистих місцях; лише зрідка він заходить у сухі ліси. У період гніздування самиця відкладає 3-4 яйця в гніздо, побудоване в густому підліску.